# Mariana Sández
Mariana Sández (Buenos Aires, 1973) es una escritora, periodista y gestora cultural argentina.

## Biografía
Licenciada en Letras de Buenos Aires, realizó estudios en Literatura Inglesa (University of Manchester, Inglaterra) y un posgrado en Teoría Literaria y Literaturas Comparadas (Universidad Autónoma de Barcelona). En Buenos Aires creó y dirigió el departamento de Literatura de la Asociación de Amigos del Museo Nacional de Bellas Artes, como antes lo hizo para el Museo de Arte Latinoamericano de Buenos Aires (MALBA), donde fundó el Primer Festival de Literatura (Filba), entre otras instituciones culturales. 
Desde 2005 colabora con notas literarias para el suplemento Ideas del diario La Nación y revista Ñ del diario Clarín. Actualmente escribe para el suplemento literario Abril de El Periódico de España.
Publicó el libro de entrevistas y ensayos El cine de Manuel. Un recorrido sobre la obra de Manuel Antín (2010), la novela Una casa llena de gente (2019, Editorial Impedimenta 2022) y el libro de cuentos Algunas familias normales (2016, reeditado en 2021). Algunos de sus cuentos obtuvieron premios en Argentina y en España. Para concluir la novela recibió una Beca de Creación del Fondo Nacional de las Artes de Argentina. En 2024 publicó su segunda novela, La vida en miniatura (Editorial Impedimenta, 2024). Ese mismo año fue residente del Chateau de Lavigny Writer´s Reisdence, y participó en el festival Link Lit Fest de Croacia y Miami Book Fair. 